# Karol Kniaziewicz

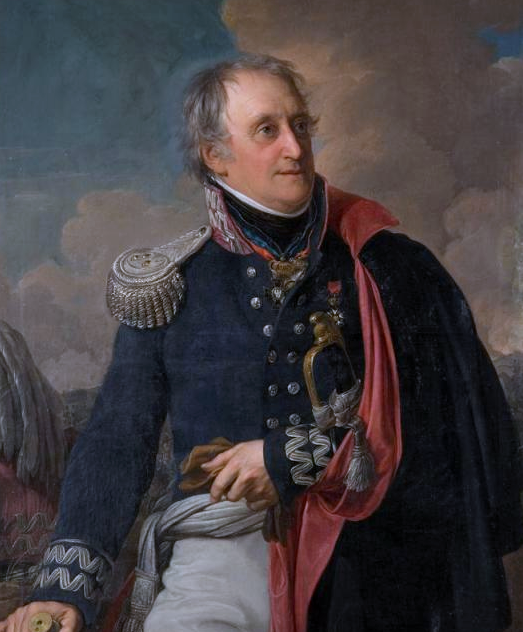
Karol Kniaziewicz.

Karol Otto Kniaziewicz, född den 4 maj 1762 i Kurland, död den 9 maj 1842 i Paris, var en polsk general.
Kniaziewicz, som tillhörde en gammal litauisk adelssläkt, utmärkte sig 1792 och 1794 under Polens frihetskamp mot Ryssland. Han utnämndes under belägringen av Warszawa till generalmajor och anförde vid Maciejowice (10 oktober 1794) vänstra flygeln, som längst höll stånd. Han råkade därunder i fångenskap, frigavs vid kejsar Pauls tronbestigning 1796, begav sig därpå i hemlighet till Italien samt deltog i fransmännens anfall emot Kyrkostaten och Neapel. På uppdrag av Direktoriet uppställde Kniaziewicz 1800 vid Rhen en "polsk legion" på 6 000 man och bidrog med denna väsentligt till segern i slaget vid Hohenlinden. 
När han efter freden i Lunéville 1801 såg hoppet om Polens återupprättande förlorat, återvände han till hemlandet och ägnade sig åt lantlivet till 1812, då han inträdde i kungens av Westfalen generalstab. Med en division av furst Poniatowskis armékår bidrog han kraftigt till segern vid Moskva, vid Berezina samma år, men sårades under återtåget, drog sig för hälsans vårdande undan till Galizien och bosatte sig 1814 i Dresden. Under revolutionen 1830 begav han sig till Paris för att söka skaffa sina landsmän understöd och stannade sedan där till sin död.